# 中華芸術宮
中華芸術宮（ちゅうかげいじゅつきゅう、中: 中华艺术宫、英: China Art Museum）は、中国の上海浦東にある現代中国美術の美術館。ここは2010年上海万博の中国館だった建物である。床面積は166,000m²あり、アジア最大の美術館である。

## 沿革

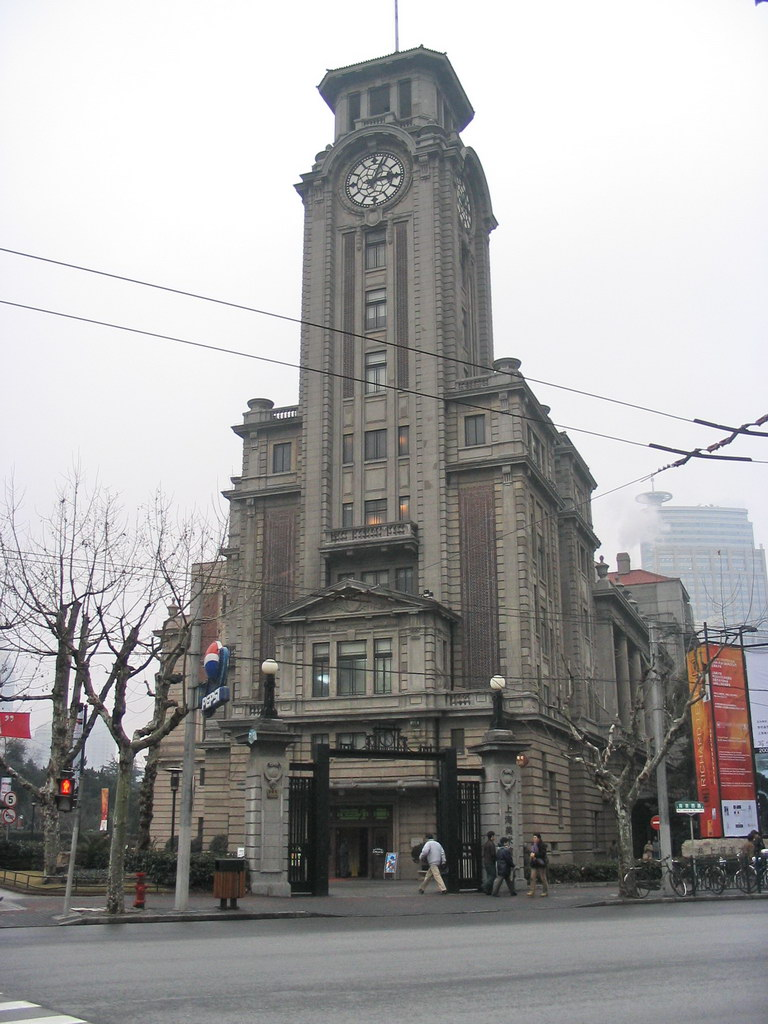
上海美術館は上海レースクラブの建物にあった

中華芸術宮の前身は上海美術館であり、これは南京路のレストランだった場所に1956年に開館し、1986年に全面的に改築された。2000年3月18日に上海美術館は、人民広場にあるかつての上海レースクラブの建物に移転した。（ここは1997年まで上海図書館が使っていた。）この移転により、展示スペースは2,200m²から5,800m²に広がった。
2010年5月1日〜10月31日に上海国際博覧会（上海万博）が開かれ、その中国館は1,700万人近い来館者があった。その人気の高さから、中国館は万博終了後も6ヶ月間の延長展示を行なった。2011年11月13日に上海市人民政府は、中国館を上海美術館の移転先として中華芸術宮と改称し、都市未来館を上海当代美術博物館という現代美術の美術館にすると発表した。
中華芸術宮と当代美術博物館はそれぞれ、国慶節にあたる2012年10月1日に開館した。元の上海美術館は2012年12月31日で閉館し、最後の2日間で12,000人の来館者があった。中華芸術宮はここの10倍以上の規模を持つ。

## 建物

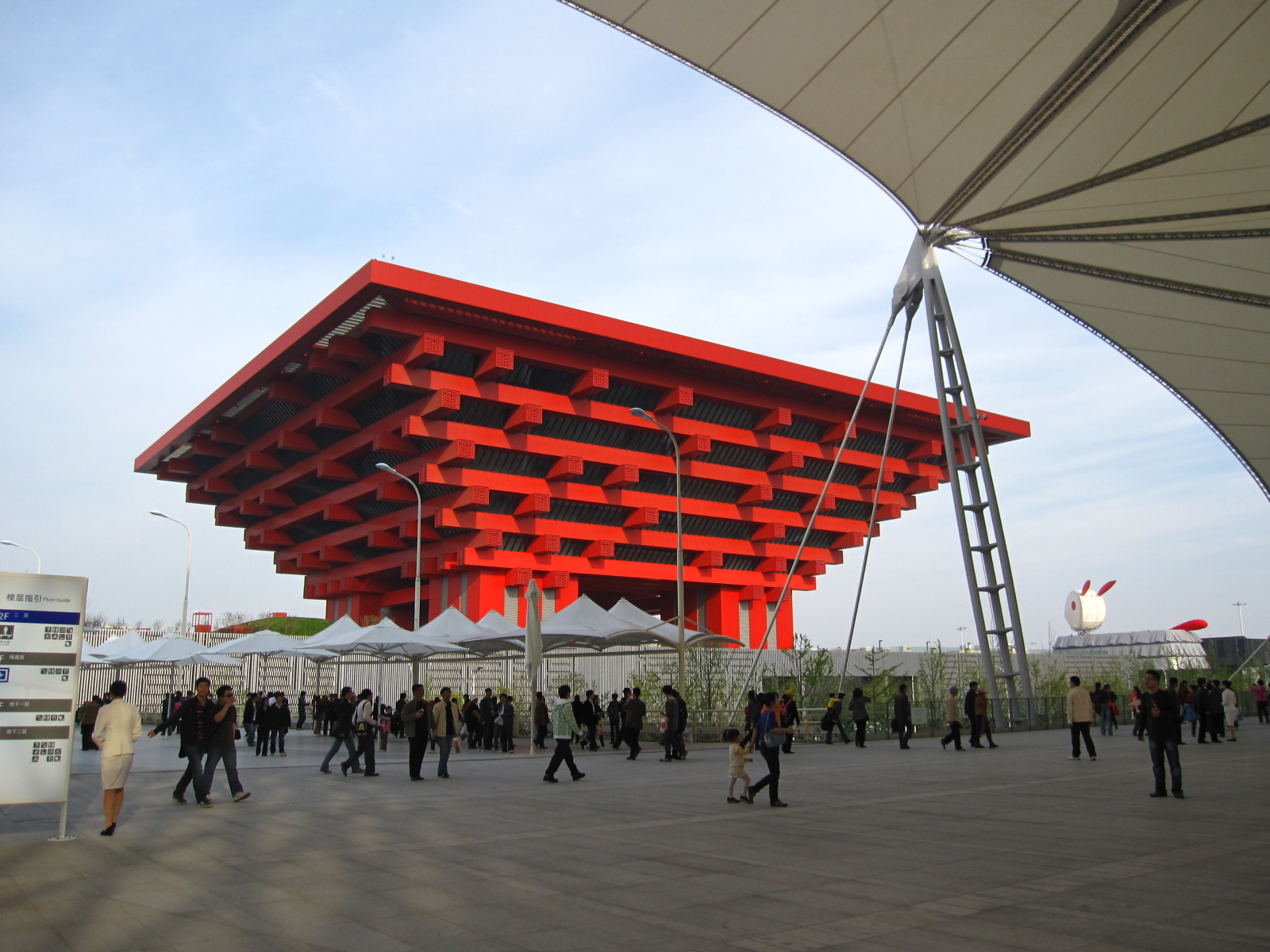
世博軸から見た建物

上海万博の中国館の建設は2007年12月28日に始まり、2010年2月8日に完成した。これは上海万博で最も費用がかかったパビリオンであり、建設費は2億2000万ドルと見積もられている。上海万博で最も背が高い63メートルの高さの中国館は、昔の冠を思わせる形状から「東洋の冠」と呼ばれた。この建物は、建築家の何镜堂が率いた設計チームがデザインしたが、その形は組物（斗栱）と呼ばれる中国式の持ち送りの腕木と、鼎と呼ばれる昔の青銅の大釜から着想を得たものである。

## 展示

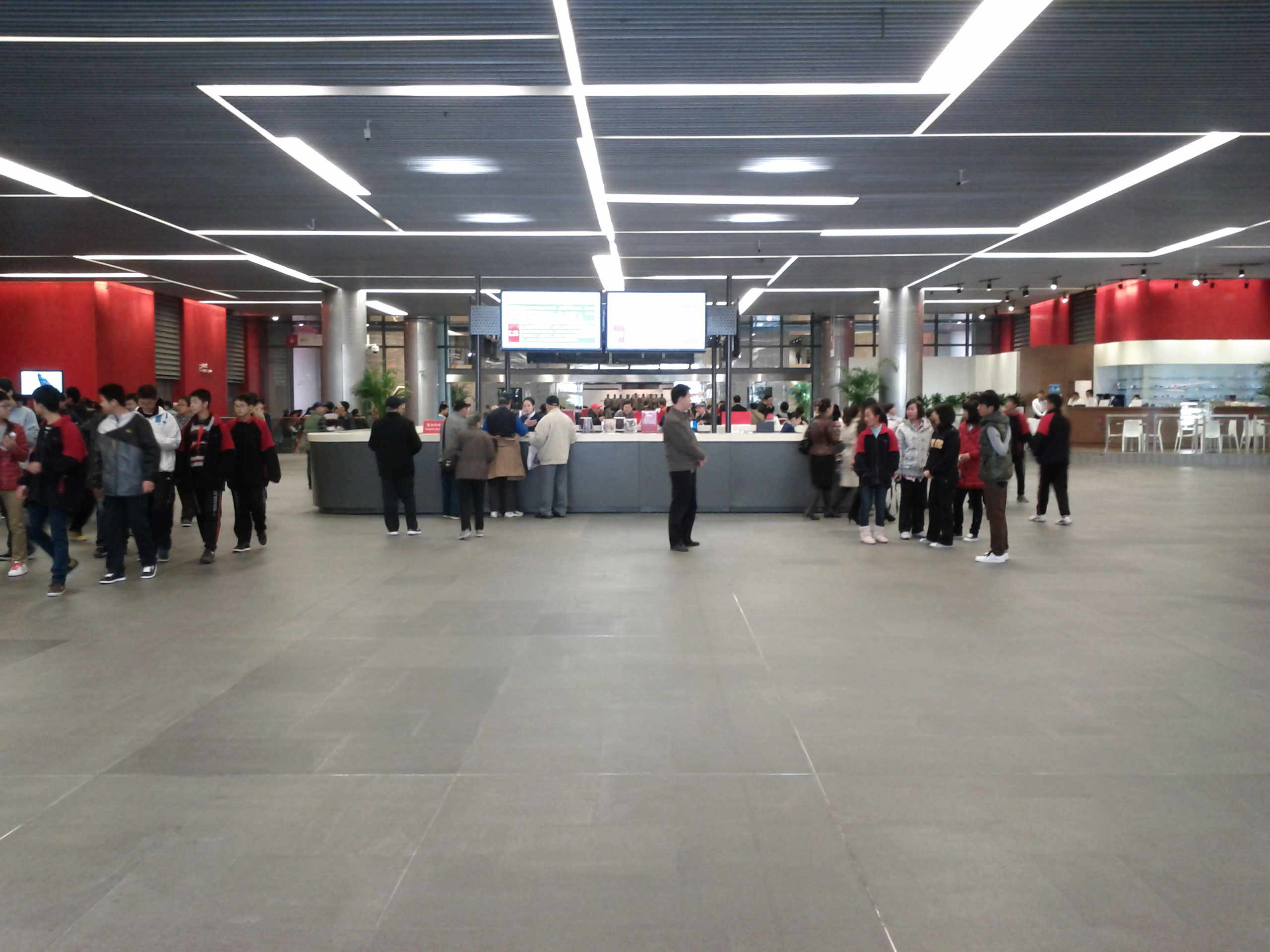
美術館の内部

中華芸術宮はその166,000m²の床面積のうち、64,000m²を展示スペースに充てている。約14,000点のコレクションを持ち、それらは主に中国の現代美術作品である。

### 中国の近現代美術の源
「海から上る明月 ― 中国の近現代美術の源」（海上生明月—中国近现代美术之源）は、清末・海上画派から後の、近現代中国美術の発展を年代順に振り返る常設展示。これは3時代（清 / 中華民国 / 中華人民共和国）・10部に分かれており、2フロアに6,000点以上の作品がある。展示は盧輔聖が監修している。

### 著名美術家の展示
著名美術家の展示（名家艺术陈列专馆）は、特に著名な現代中国美術家による作品を並べた常設展示。最初のセクションでは、次の7人の作家を取り上げている。まず海上画派から賀天健・謝稚柳・程十髪。中国美術と西洋美術の融合の先駆者である林風眠・関良・呉冠中。そして現代中国彫刻の開拓者である滑田友である。

### 上海の歴史と文化を使った芸術作品
この展示では、上海の歴史的・文化的発展がテーマの芸術を奨励する国家プロジェクトのため制作された芸術作品を並べている。主題として、人民、歴史的事件、地域の風習、建築などがある。この展示は2010年から2013年までの3年間続けられた。

### 21世紀の中国美術
「あでやかな中華 ― 発展する新世紀の中国美術」（锦绣中华—行进中的新世纪中国美术）は、260人以上の中国人美術家の、今世紀制作の作品を並べた1年限りの展示。5部構成になっており、2013年9月30日まで展示された。

### 特別展示
この美術館は、特別なテーマを設定した展覧会を頻繁に開いている。開館した最初の年は1ダース以上を開いており、台湾美術展、上海写真展覧会、パリのオルセー美術館コレクションのクールベとミレー展などがある。

### ギャラリー

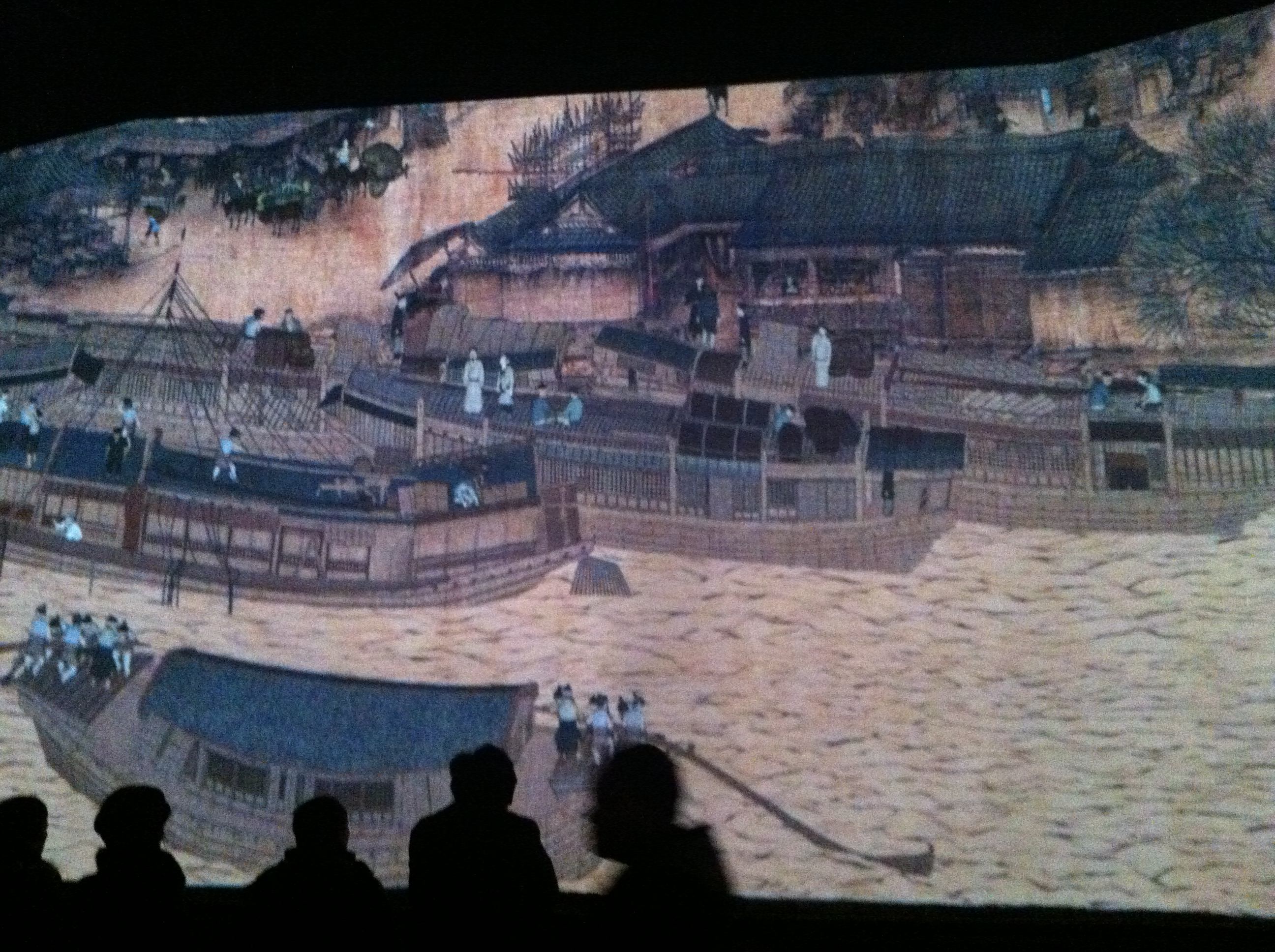
清明上河図を動画化したもの
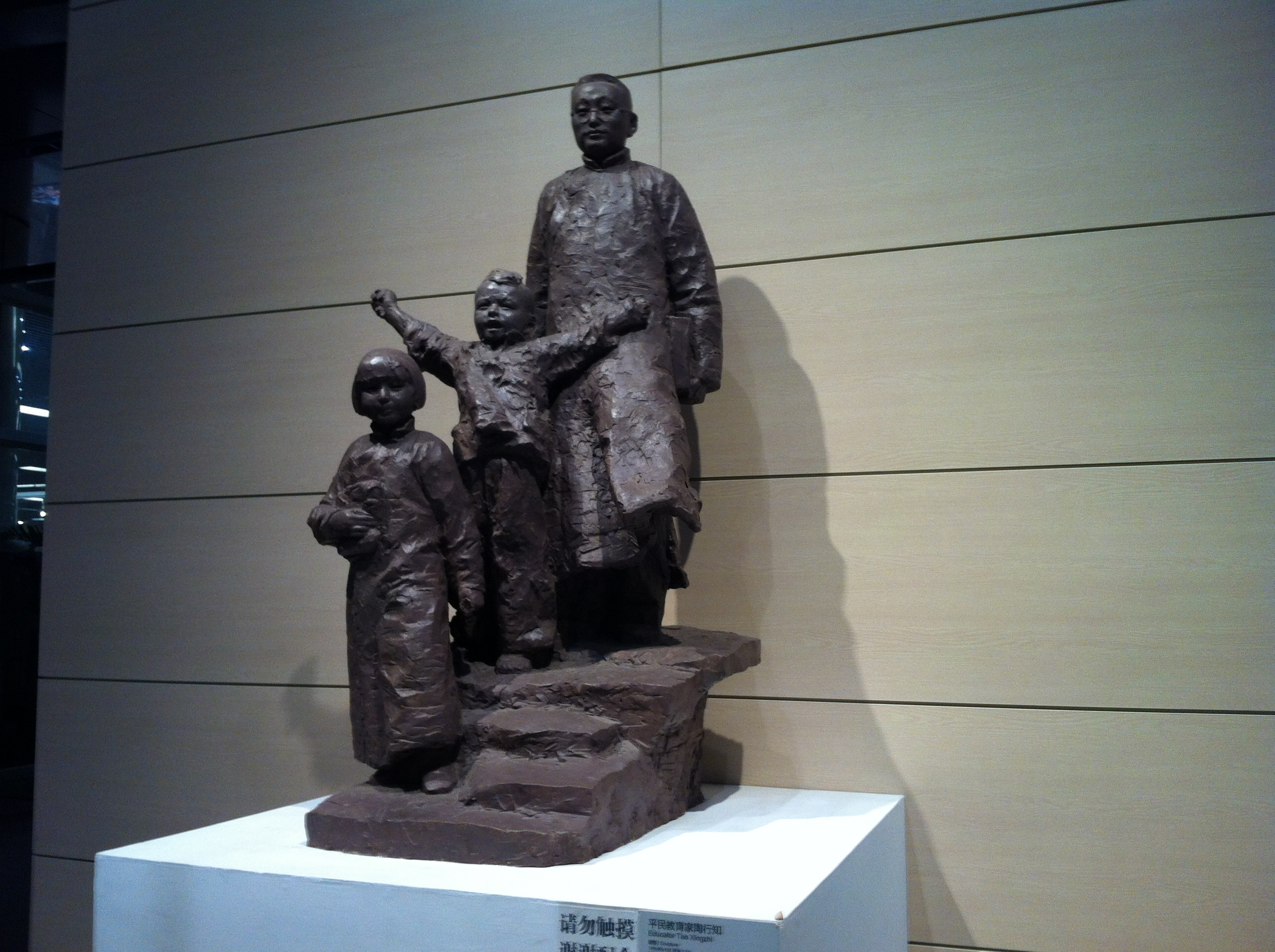
陶行知の彫刻
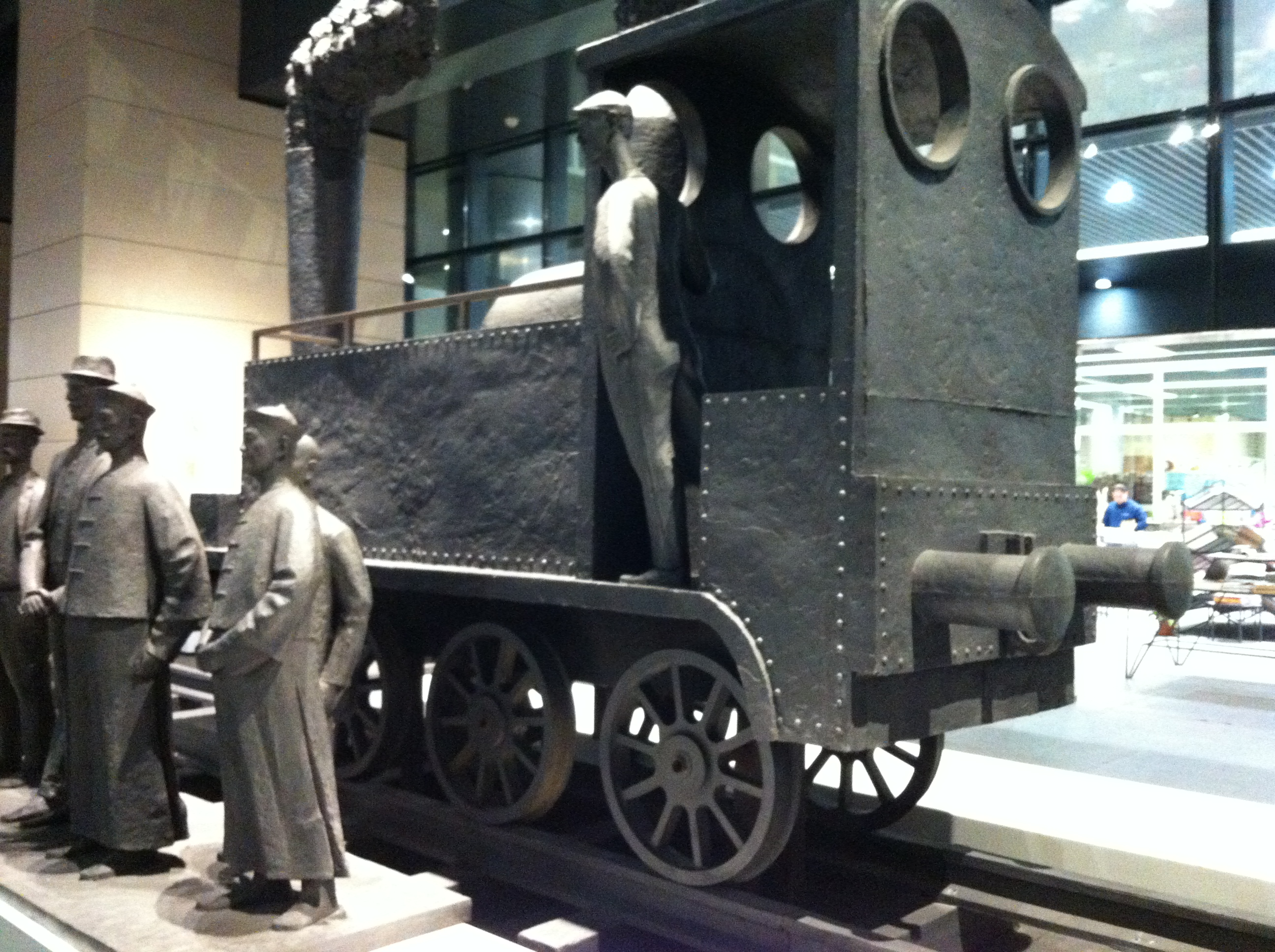
汽車の彫刻
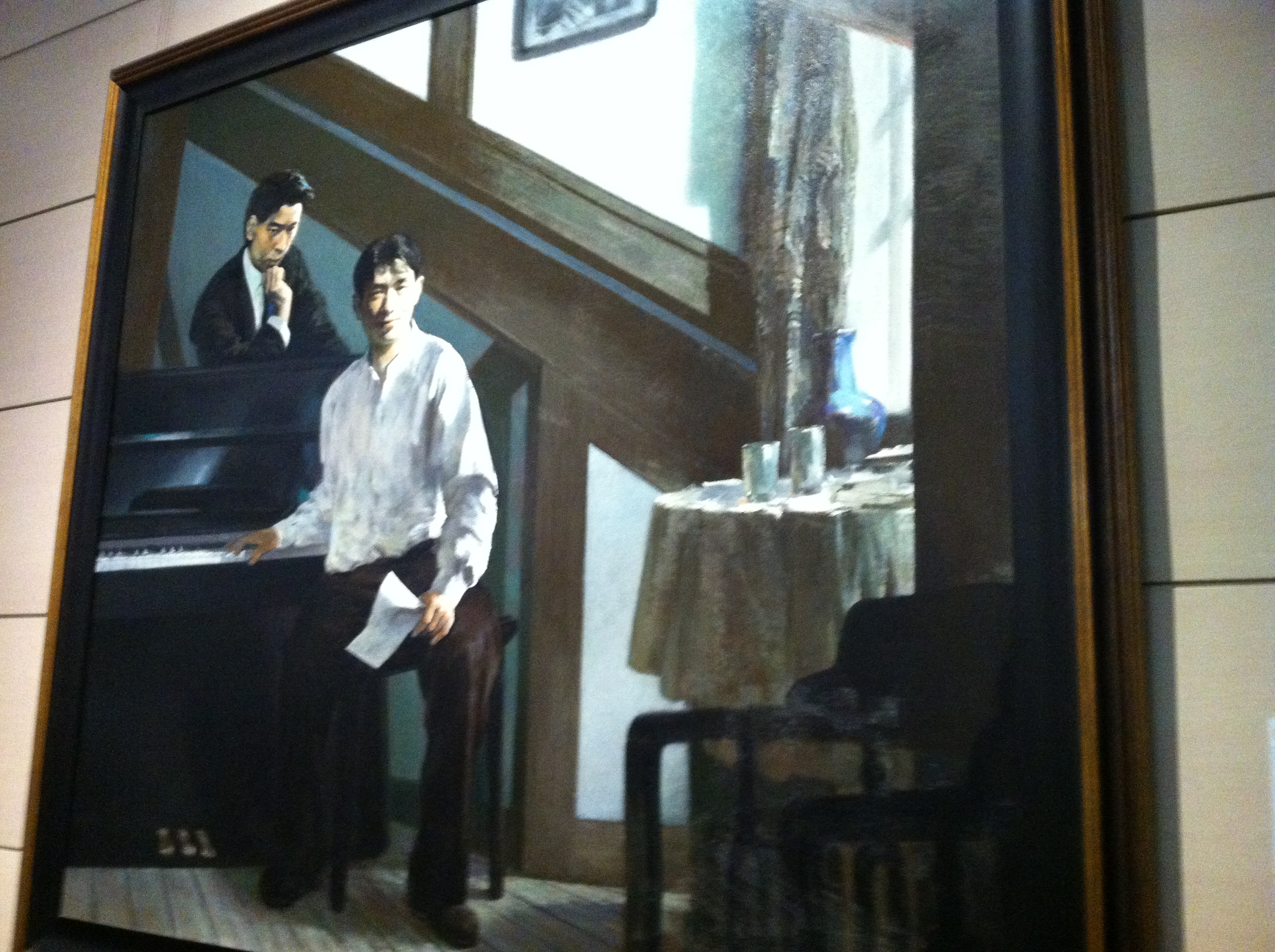
油絵『聶耳と田漢』
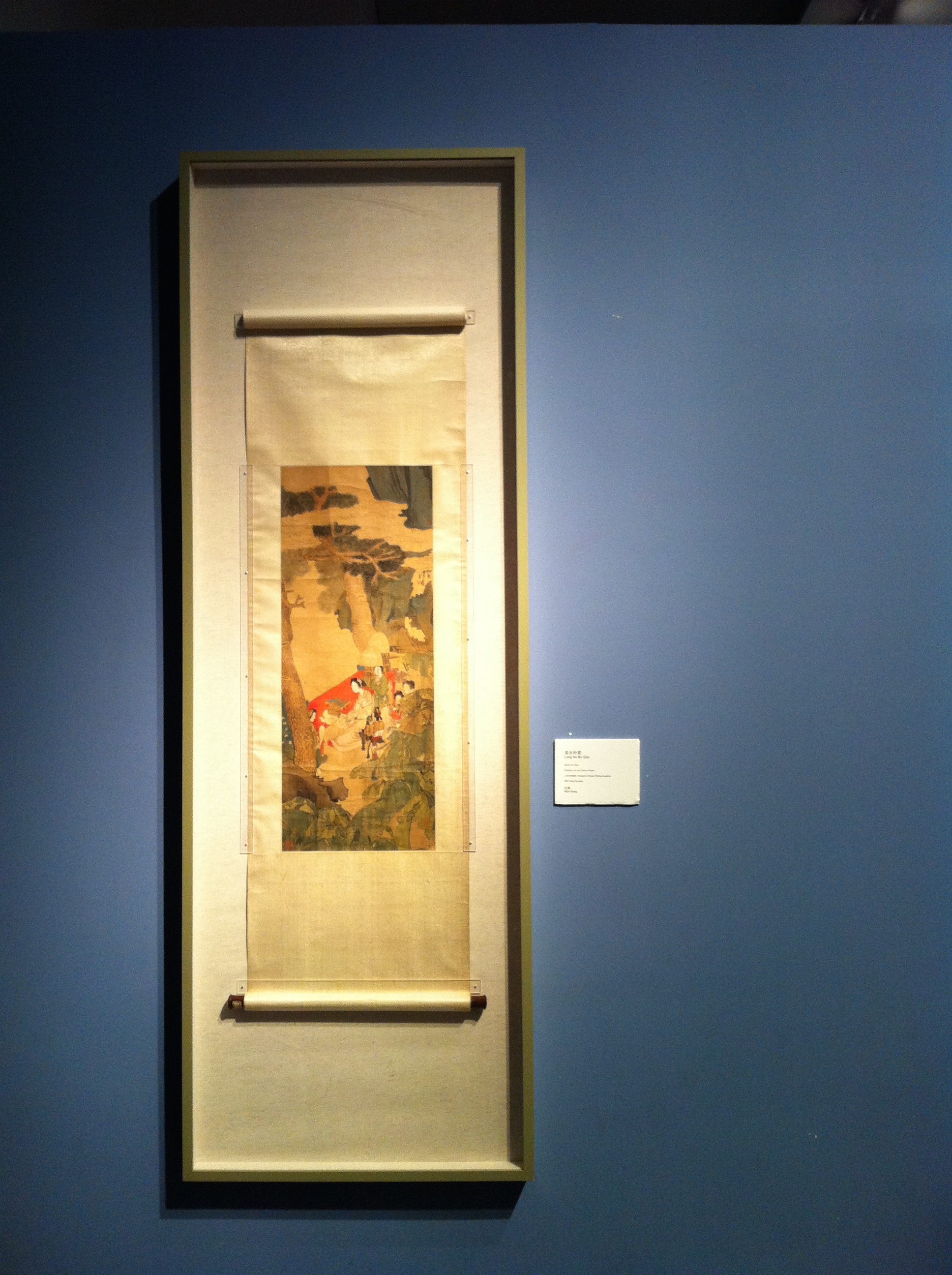
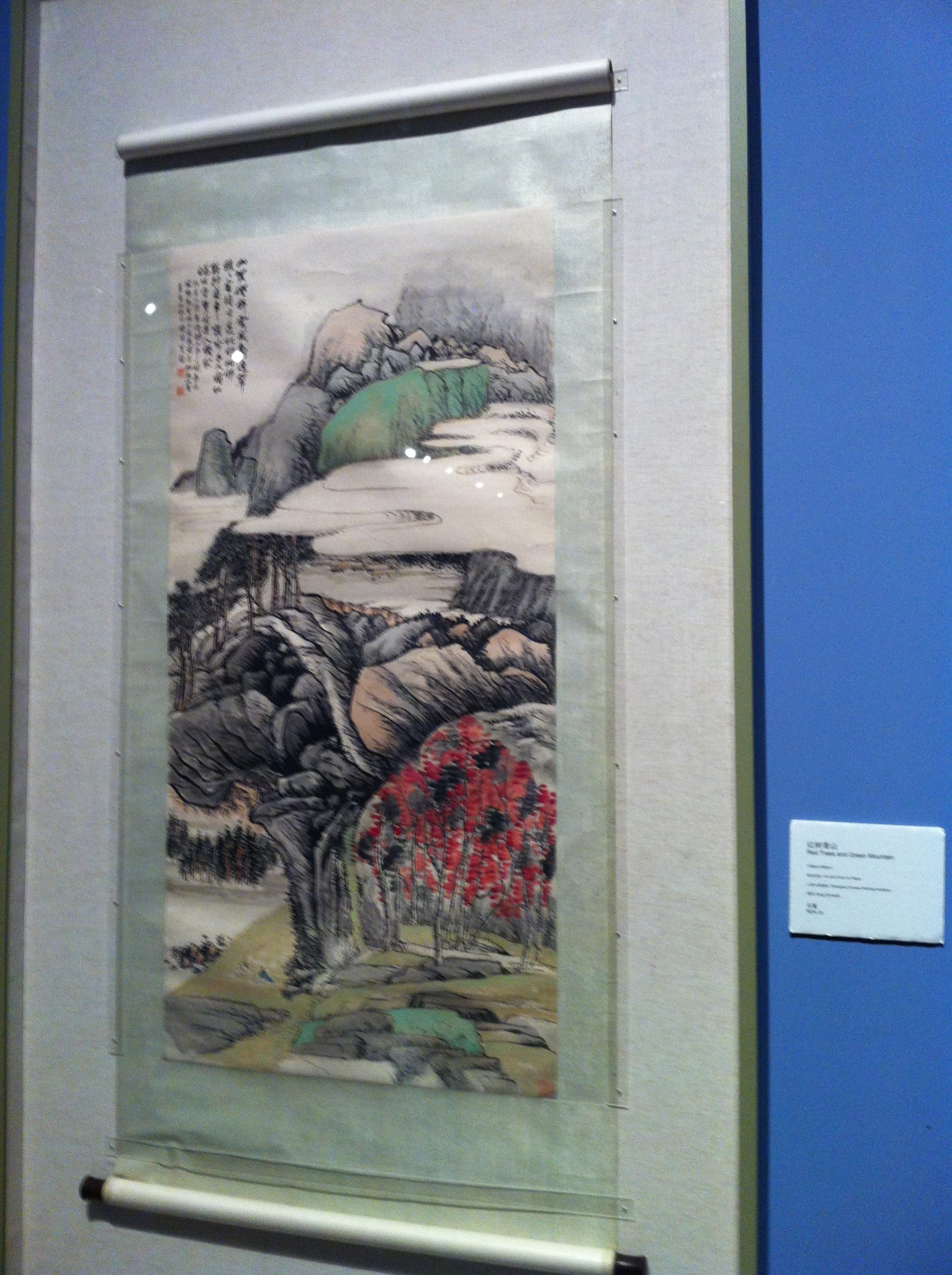
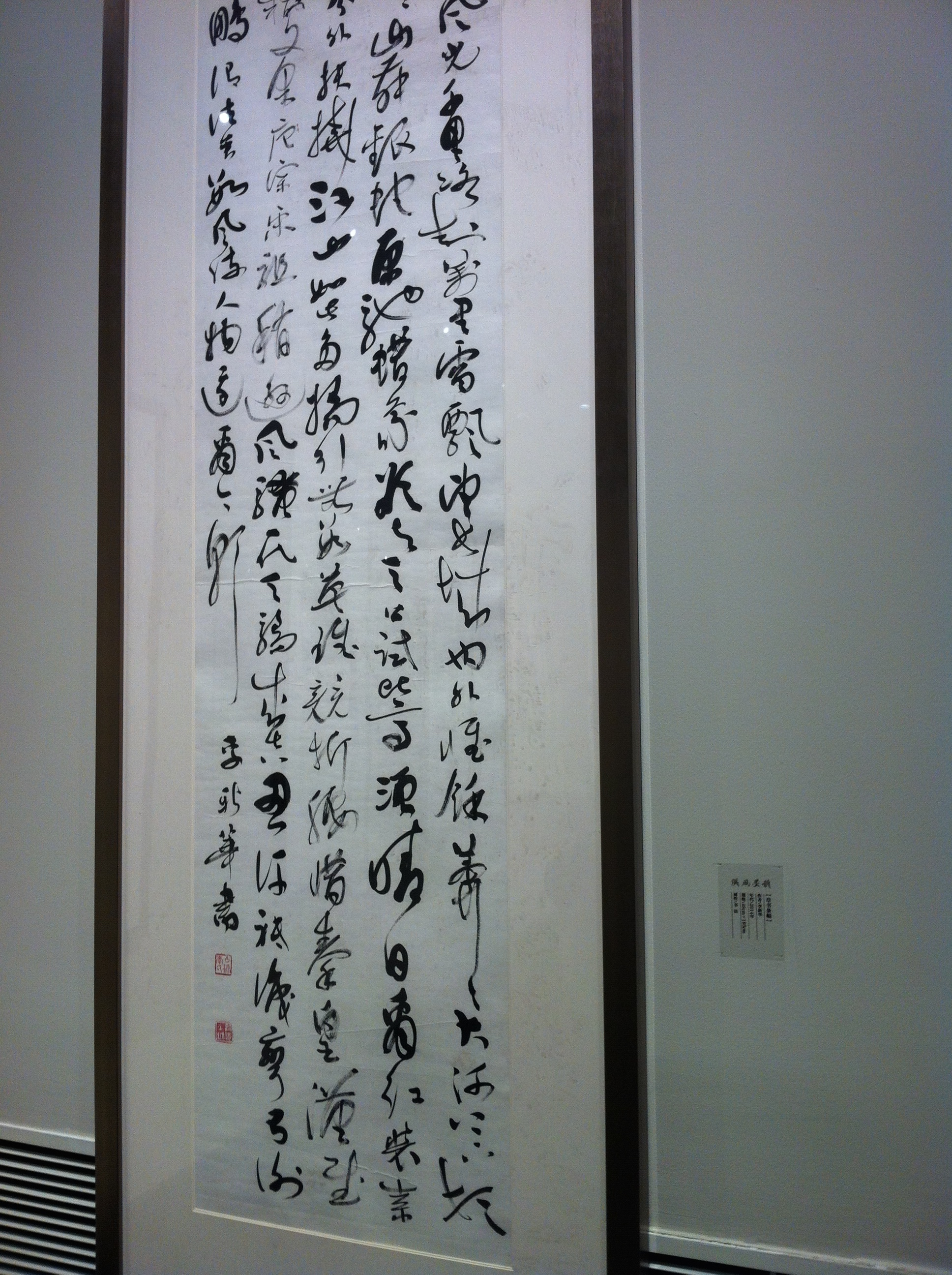
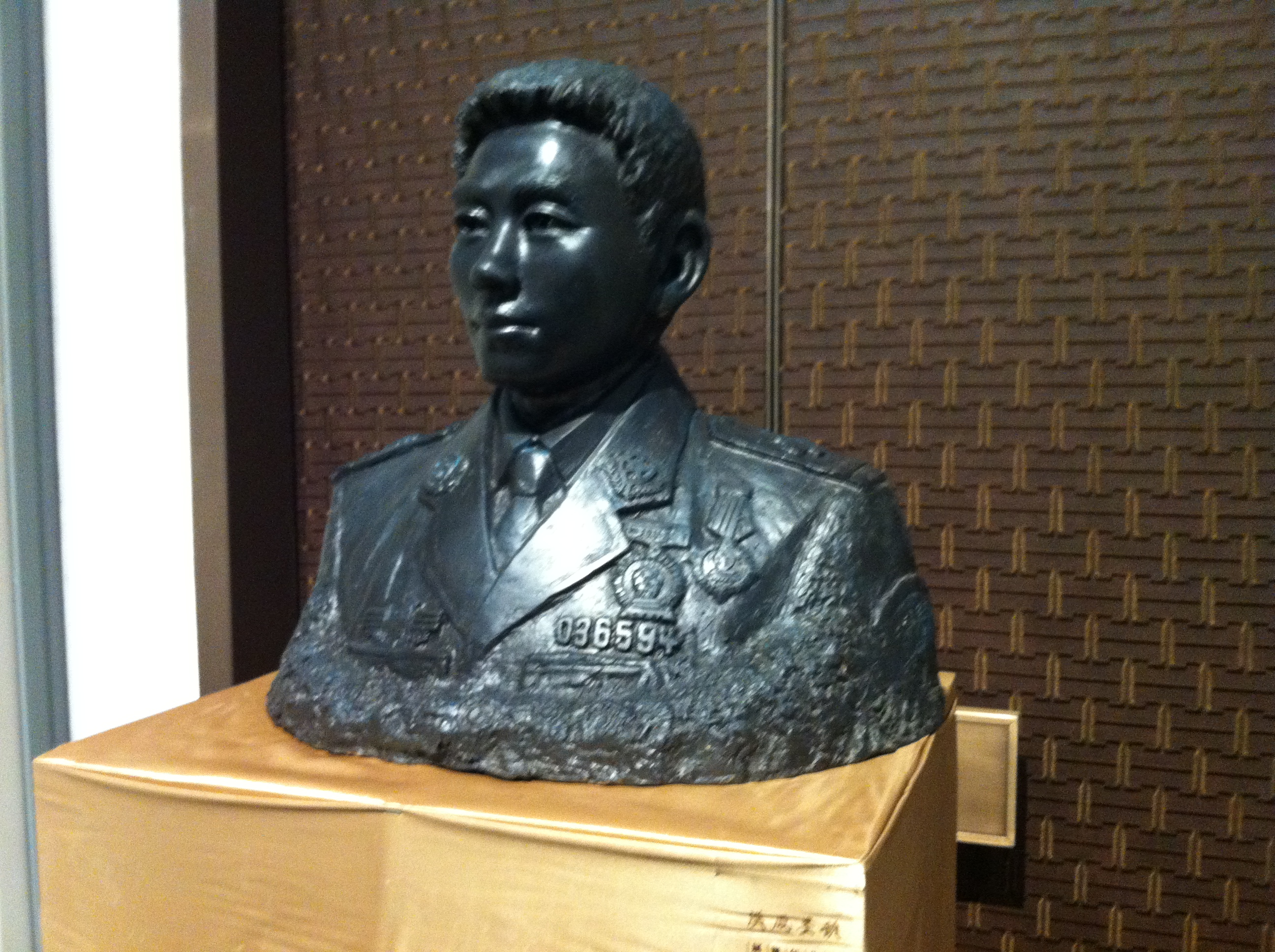
人民警察官の彫刻
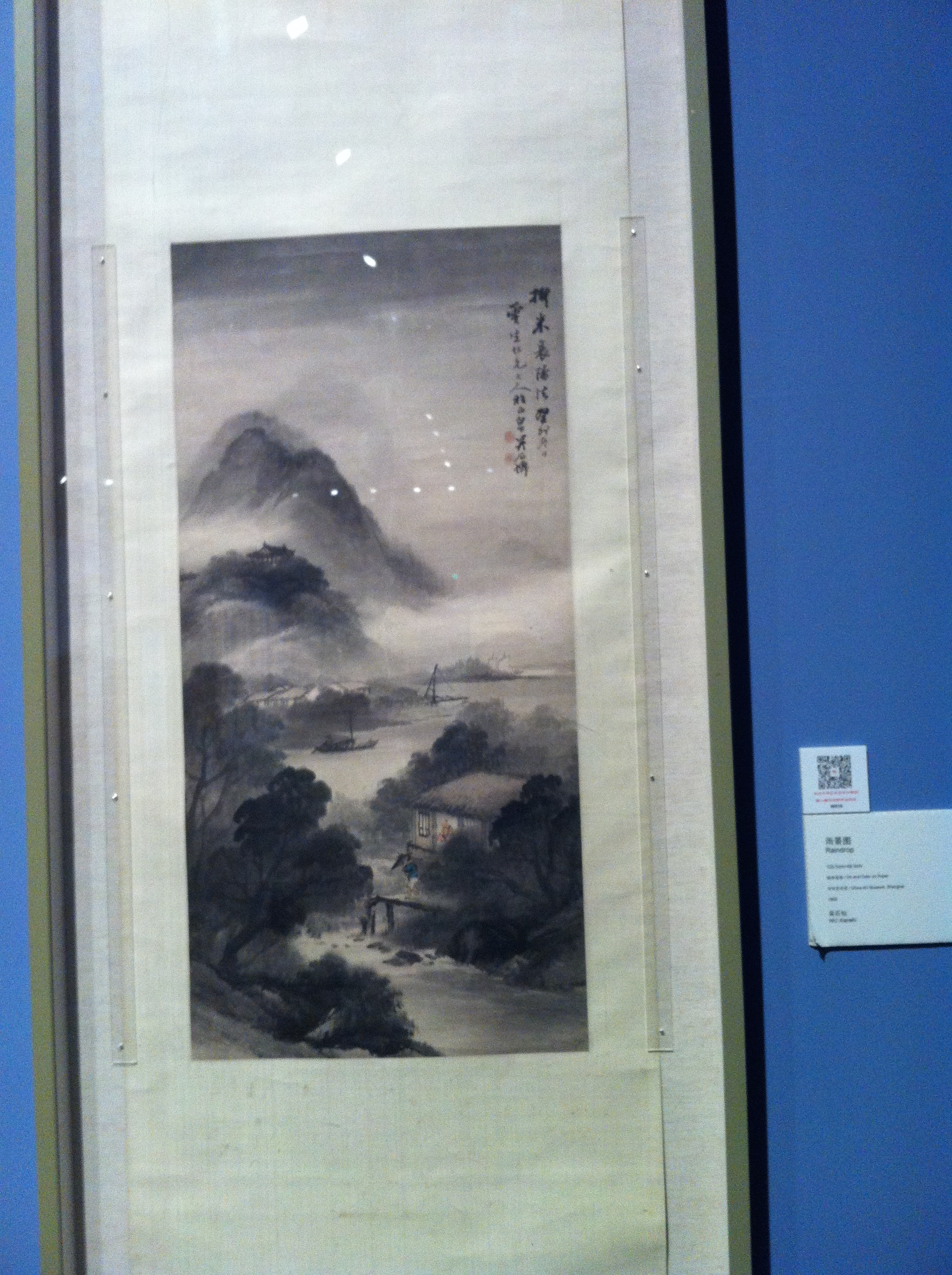

## アクセス
この美術館は上海の上南路205号にある。上海軌道交通・上海軌道交通8号線には、その名を冠した中華芸術宮駅がある。また、上海軌道交通7号線および8号線の耀華路駅からも行くことができ、1ダース以上のバス路線も通じている。
入場は無料だが、特別展だけは20元かかる。月曜日は休館だが、祝祭日ならば開館する。オープンから1年で、来場者は200万人近くを数えた。